# Nivologie

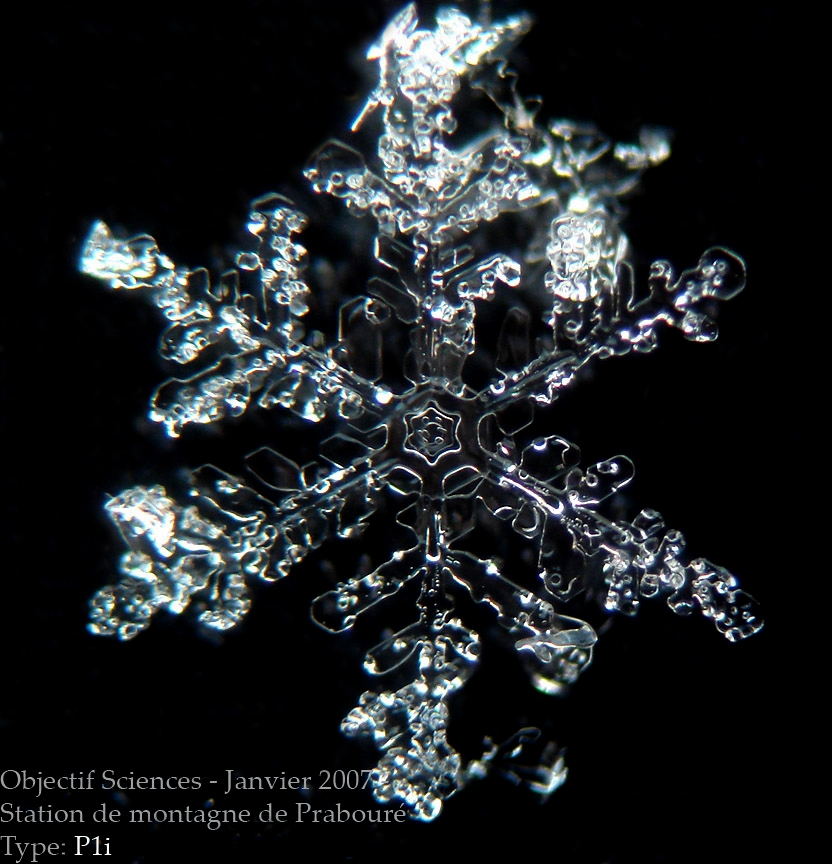
Imaginea unui fulg de zăpadă

Nivologia este o disciplină științifică, care se ocupă cu studierea formării, evoluției și transformării zăpezii. 

## Domenii de studiu
- Zăpada propriu zisă; mai exact formarea, transformarea și dispariția sa, caracteristicile și proprietățile sale fizice și chimice;
- Stratul de zăpadă; compoziția, stratificarea, stabilitatea și deplasarea sa;
- Regimul nivologic; studii de climatologie și istoria climei, studierea zonelor cu zăpezi eterne;
- Avalanșele; producerea, previziunea, evitarea, declanșarea și dinamica lor. [1] [2]

## Studiul nivologic
Nivologia are metode specifice, pragmatice, de studiu. Printre acestea, studierea securității și prevenirii față de căderile masive de nea, prevenirea avalanșelor și viabilitatea hibernală, sunt cele mai importante.
Iată câteva exemple de parametri și elemente de studiu.
- studierea cristalină, fizică și chimică a particulelor de gheață;
- parametrii de studiu sunt densitatea (sau masa volumică) măsurată în kg/m3, gradul de afânare, umiditatea, ș.a.m.d.
- influența temperaturii asupra caracteristicilor și transformării (metamorfozarea) zăpezii și gheții.

## Articole pe teme de glaciologie
- Aisberg
- Alpii înalți
- Antarctica
- Arctica
- Ablație (fenomen)
- Balanța masei unui ghețar
- Banchiză
- Calotă glaciară
- Calotă polară
- Circ glaciar
- Climatul calotelor polare
- Criosferă
- Ecoton, tranziția între două comunități ecologice
- Efectul de trecere, efectul de contrast între mediile diferite ale unui ecosistem
- Efectul Massenerhebung
- Gheață
- Ghețar
- Glaciologie
- Încălzirea globală
- Înzăpezire
- Lac glaciar
- Linia arborilor
- Linia ghețarilor
- Linia înghețului
- Linia de îngheț (astrofizică)
- Linia zăpezii
- Listă de țări în care ninge
- Listă de lacuri din România
- Morenă
- Nivologie
- Sculptura în gheață
- Spărgător de gheață
- Zăpadă
- Zonă de ablație
- Zonă de acumulare